# Due vite in gioco
Due vite in gioco (Against All Odds) è un film del 1984 diretto da Taylor Hackford, remake di Le catene della colpa.
La trama si svolge tra paesaggi caraibici e templi Maya.

## Trama
Terry Brogan, un giocatore di football nella fase calante della sua carriera, viene ingaggiato dal suo amico Jake Wise, un allibratore che truccava le partite, per ritrovare la sua ex amante Jessie Wyler, figlia di ricchi speculatori immobiliari e proprietari della squadra di Terry. Egli la trova a Cozumel in Messico e se ne innamora, fuggendo da Jake che infine riesce a rintracciarli. Invischiato in loschi affari, Terry cerca di sfuggire dai ricattatori che invece è costretto ad affrontare a Los Angeles dove ritrova Jessie.

## Colonna sonora
Le musiche originali del film sono firmate principalmente da Michel Colombier assieme a Larry Carlton; per il resto, la colonna sonora contiene sei canzoni inedite di artisti vari: il brano Against All Odds (Take a Look at Me Now) di Phil Collins nel 1985 ottenne una nomination agli Academy Award come migliore canzone e vinse il Grammy Award per la migliore interpretazione pop vocale maschile; gli altri brani sono di Stevie Nicks (Violet and Blue), Peter Gabriel (Walk Through the Fire), Big Country (Balcony), Mike Rutherford (Making a Big Mistake) e Kid Creole & the Coconuts (My Male Curiosity). L'album discografico con la colonna sonora di Against All Odds fu pubblicato nel 1984 dalla Virgin Records in Gran Bretagna e dalla Atlantic Records nel resto del mondo. 